# Chourtchi
Chourtchi (en ouzbek : Shoʻrchi/Шўрчи) est une ville du sud de l'Ouzbékistan dans la province de Sourkhan-Daria, chef-lieu du district du même nom. Sa population était estimée à 26 011 habitants en 2010.
Chourtchi a obtenu le statut de ville en 1976. Auparavant c'était un kichlak.
L'économie de la ville est basée sur l'industrie de construction, l'industrie légère et l'industrie alimentaire, ainsi que le commerce.

## Population
| 1979   | 1989   | 2005   |
| ------ | ------ | ------ |
| 11 208 | 16 560 | 21 900 |

## Transport
La ville se trouve sur la ligne ferroviaire Termez-Koumkourgan.